# Dai Li (espião chinês)
Dai Li chinês: 戴笠, pinyin: Dài Lì; 28 de maio de 1897 – 17 de março de 1946), nome de cortesia Yunong, foi um tenente-general e mestre espião chinês. Dai nasceu em Jiangshan, Zhejiang, e foi aluno da Academia Militar de Whampoa, onde Chiang Kai-shek serviu como Comandante Chefe e, mais tarde, tornou-se chefe do Bureau de Investigação e Estatística dentro do governo nacionalista da República da China.

## Primeiros anos
Com apenas quatro anos, perdeu o pai, ficando sob os cuidados de sua mãe. Aos seis anos, foi matriculado em uma academia particular, a Escola Primária de Linsen, onde estudou clássicos chineses; mais tarde, formou-se como orador da turma na Escola Primária de Wenxi. Como sua mãe não tinha condições de enviá-lo para uma universidade, aos 16 anos, Dai saiu de casa para seguir seu próprio caminho. Sem renda ou orientação, passou a viver nas ruas de Xangai até 1923, quando foi orientado por Wang Yaqiao, um assassino de aluguel. A partir de então, tornou-se um jogador habilidoso, frequentemente visto nos muitos cassinos de Xangai, tentando ganhar dinheiro para sobreviver.
Por meio de Du Yuesheng, conheceu Chiang Kai-shek. Não está claro quando Chiang e Dai se encontraram pela primeira vez, mas provavelmente foi por volta de 1921. Mais tarde, Dai perdeu todo o seu dinheiro e foi forçado a retornar para Bao'an. Lá, reencontrou seu amigo de escola primária, Mao Renfeng, que sugeriu que ele se matriculasse na Academia Militar de Whampoa, em Guangzhou, onde Chiang servia como Superintendente (1924-1947). Dai seguiu o conselho, obteve uma carta de recomendação de Du Yuesheng e partiu para Guangzhou. Em 1925, matriculou-se no 1º Regimento de Estudantes da Sexta Classe da Academia de Treinamento de Oficiais do KMT. Nessa época, ele mudou seu nome para "Dai Li", que em chinês se refere ao véu com capuz de um assassino, refletindo a natureza clandestina de sua futura carreira planejada.

## Papel no KMT

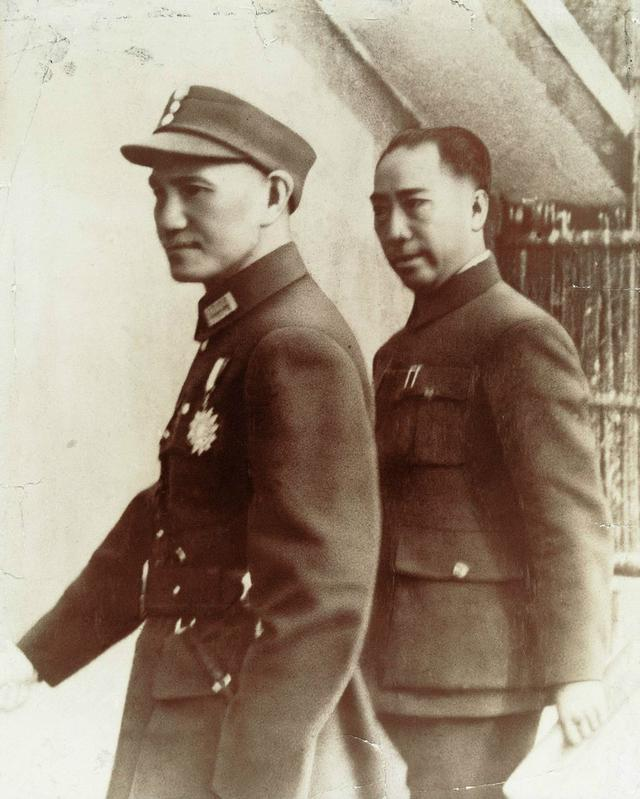
Chiang e Dai na década de 1940.

Como chefe da Inteligência do Exército do Kuomintang (KMT) na China, Dai Li ajudou a estabelecer a primeira organização de inteligência moderna da China em 1928: a "Seção de Investigação Clandestina", diretamente subordinada à sede do Exército Expedicionário do Norte, com o objetivo de vencer a guerra mais cedo, reprimir a agitação nacional e minimizar a perda de vidas fazendo o melhor uso da inteligência militar e política. No final da Segunda Guerra Sino-Japonesa, esta pequena seção evoluiria para o muito complexo e controverso Departamento de Investigação e Estatística do Conselho Militar Nacional Chinês, que foi o antecessor do Departamento de Inteligência Militar do Ministério da Defesa Nacional de Taiwan.
Para suprimir as atividades comunistas, Dai empregou meios extrajudiciais, incluindo assassinatos, prisões arbitrárias e tortura, com a aprovação explícita ou tácita de Chiang.

## Morte
Dai morreu em um acidente de avião em 17 de março de 1946. Há muita especulação de que o incidente pode ter sido organizado por Kang Sheng, chefe de inteligência e segurança do Partido Comunista Chinês, ligado ao Departamento Central de Assuntos Sociais (SAD). Também circularam rumores de que o acidente foi planejado pelo Escritório de Serviços Estratégicos (OSS), devido ao antiamericanismo de Dai, especialmente considerando que o acidente ocorreu em um avião americano.